# Serie B 2021-2022 (hockey in-line)
La Serie B 2021-2022 è la 24ª edizione del campionato italiano di secondo livello di hockey in-line. Il torneo ha avuto inizio il 16 ottobre 2021 e si è concluso il 21 maggio 2022.
Il torneo è stato conquistato dal Tergeste Tigers per la prima volta nella sua storia conseguendo la promozione in Serie A 2022-2023.

## Squadre partecipanti
- Castelli Romani
- Corsari Riccione
- CVS Civitavecchia
- Fox Legnaro
- Invicta Modena

- Libertas Forlì
- Mammuth Roma
- Old Style Torre Pellice
- SPV Viareggio
- Tergeste Tigers

## Stagione regolare

### Classifica finale
|  | Pos. | Squadra                 | Pt | G  | V  | VR | PR | P  | GF  | GS  | DR  |
|  | ---- | ----------------------- | -- | -- | -- | -- | -- | -- | --- | --- | --- |
|  | 1.   | Tergeste Tigers         | 54 | 18 | 18 | 0  | 0  | 0  | 121 | 27  | +94 |
|  | 2.   | Old Style Torre Pellice | 43 | 18 | 14 | 0  | 1  | 3  | 81  | 36  | +45 |
|  | 3.   | Libertas Forlì          | 37 | 18 | 11 | 1  | 2  | 4  | 101 | 51  | +50 |
|  | 4.   | Fox Legnaro             | 35 | 18 | 11 | 1  | 0  | 6  | 77  | 53  | +24 |
|  | 5.   | CVS Civitavecchia       | 25 | 18 | 7  | 2  | 0  | 9  | 60  | 60  | 0   |
|  | 6.   | Invicta Modena          | 25 | 18 | 8  | 0  | 1  | 9  | 52  | 62  | -10 |
|  | 7.   | SPV Viareggio           | 18 | 18 | 7  | 0  | 0  | 11 | 51  | 89  | -38 |
|  | 8.   | Castelli Romani         | 12 | 18 | 4  | 0  | 0  | 14 | 40  | 87  | -47 |
|  | 9.   | Mammuth Roma            | 11 | 18 | 3  | 1  | 0  | 14 | 35  | 104 | -69 |
|  | 10.  | Corsari Riccione        | 7  | 18 | 2  | 0  | 1  | 15 | 41  | 90  | -49 |

Legenda:
  Squadra ammessa ai play-off promozione.
      Promosso in Serie A 2022-2023.
      Retrocesse in Serie C 2022-2023.
Note:
Tre punti a vittoria, due per la vittoria ai tempi supplementari/tiri di rigore, uno per la sconfitta ai tempi supplementari/tiri di rigore, zero a sconfitta.
In caso di arrivo di due o più squadre a pari punti, la graduatoria finale è stilata secondo la classifica avulsa tra le squadre interessate che prevede, in ordine, i seguenti criteri:
- punti negli scontri diretti;
- differenza reti negli scontri diretti;
- differenza reti generale;
- reti realizzate in generale;
- sorteggio.

SPV Viareggio penalizzato di tre punti.

## Play-off promozione
|  | Quarti di finale | Quarti di finale        | Quarti di finale        | Quarti di finale | Quarti di finale |  |  | Semifinali | Semifinali              | Semifinali              | Semifinali              | Semifinali              |   |   | Finale | Finale          | Finale          | Finale | Finale |  |
|  |                  |                         |                         |                  |                  |  |  |            |                         |                         |                         |                         |   |   |        |                 |                 |        |        |  |
|  | 1                | Tergeste Tigers         | Tergeste Tigers         | 6                | 5                |  |  |            |                         |                         |                         |                         |   |   |        |                 |                 |        |        |  |
|  | 7                | Castelli Romani         | Castelli Romani         | 0                | 0                |  |  | 1          | Tergeste Tigers         | 1                       | 5                       | 6                       |   |   |        |                 |                 |        |        |  |
|  | 4                | Fox Legnaro             | Fox Legnaro             | 4                | 9                |  |  | 4          | Fox Legnaro             | 6                       | 3                       | 1                       |   |   |        |                 |                 |        |        |  |
|  | 5                | CVS Civitavecchia       | CVS Civitavecchia       | 2                | 3                |  |  |            |                         |                         |                         |                         |   |   | 1      | Tergeste Tigers | Tergeste Tigers | 3      | 5      |  |
|  | 2                | Old Style Torre Pellice | Old Style Torre Pellice | 6                | 6                |  |  |            |                         | 2                       | Old Style Torre Pellice | Old Style Torre Pellice | 0 | 3 |        |                 |                 |        |        |  |
|  | 7                | SPV Viareggio           | SPV Viareggio           | 4                | 4                |  |  | 2          | Old Style Torre Pellice | Old Style Torre Pellice | 3                       | 5                       |   |   |        |                 |                 |        |        |  |
|  | 3                | Libertas Forlì          | 3                       | 7                | 9                |  |  | 3          | Libertas Forlì          | Libertas Forlì          | 2                       | 3                       |   |   |        |                 |                 |        |        |  |
|  | 6                | Invicta Modena          | 5                       | 2                | 1                |  |  |            |                         |                         |                         |                         |   |   |        |                 |                 |        |        |  |

## Verdetti
| Verdetto              | Club             |
| --------------------- | ---------------- |
| Promosse in Serie A   | Tergeste Tigers  |
| Retrocesse in Serie C | Corsari Riccione |